# Abdullah Assaf
Abdullah S.F. Assaf (ar. عبدالله عساف;ur. 8 lutego 1999) – palestyński zapaśnik walczący w stylu wolnym. Zajął 42. miejsce na mistrzostwach świata w 2023 roku.
Dwunasty na igrzyskach azjatyckich w 2022. 
Brązowy medalista igrzysk panarabskich w 2023 roku.